# مارین پونگراچیچ
مارین پونگراچیچ (انگلیسی: Marin Pongračić؛ زادهٔ ۱۱ سپتامبر ۱۹۹۷) بازیکن فوتبال اهل کرواسی است.
از باشگاه‌هایی که در آن بازی کرده‌است می‌توان به باشگاه فوتبال بایرن مونیخ اشاره کرد.
وی همچنین در تیم‌های ملی فوتبال زیر ۲۱ سال کرواسی و کرواسی بازی کرده‌است.
او برای تیم ملی فوتبال کرواسی در یورو 2024 به میدان رفت.